# Joe Darensbourg
Joe Darensbourg (9 de julio de1906 - 24 de mayo de 1985) fue un saxofonista de jazz estadounidense, afincado en Nueva Orleans. A lo largo de su carrera profesional llegó a trabajar con artistas como Buddie Petit, Jelly Roll Morton, Charlie Creath, Fate Marable, Andy Kirk, Johnny Wittwer, Kid Ory, Wingy Manone, Joe Liggins y Louis Armstrong.

## Biografía
Aprendió a tocar el clarinete en Nueva Orleans con Alphonse Picou, y comenzó a ganarse la vida tocando a bordo de los barcos que recorren los Ríos Mississipi y Misuri. A comienzos de la década de 1940 se trasladó a California, donde se incorporó a la banda de Kid Ory, lo que significó el inicio de una brillante carrera como clarinetista y saxofonista, llegando a alcanzar la fama debido a sus interpretaciones de piezas clásicas de jazz.
Tras trabajar entre 1961 y 1964 para la empresa Disney, se incorporó a la Orquesta All Stars dirigida por el célebre tropetista Louis Armstrong. Entre 1973 y 1975, y a pesar de su avanzada edad, realizó giras con The Legends of Jazz. Finalmente, en 1979 decide retirarse de la interpretación y pasa sus últimos años dirigiendo en Los Ángeles una escuela de formación para futuros intérpretes de jazz.

## Discografía
- Yellow Dog Blues (Lark records)
- The New Orleans Statesman
- Louis Armstrong tour in Australia